# Статистическа сума
Статистическата сума (обикновено се отбелязва със Z, от нем. – Zustandssumme) е величина в статистическата физика, която съдържа информация за физичните свойства на система в състояние на термодинамично равновесие. Статистическата сума е функция на температурата и други параметри на системата, като например обем или химичен потенциал. Много от термодинамичните величини на системата, като енергия, свободна енергия, ентропия, налягане, могат да бъдат изразени чрез статистическата сума или нейните производни.
На различните статистически ансамбли съответстват различни статистически суми. Каноничната статистическа сума отговаря на каноничния ансамбъл, в който системата може да обменя с обкръжаващата среда топлина при постоянни температура, обем и брой частици. Голямата канонична статистическа сума съответства на големия каноничен ансамбъл, при който системата може да обменя с обкръжаващата среда топлина и частици при постоянни температура, обем и химичен потенциал.

## Канонична статистическа сума

### Определение
В каноничния ансамбъл системата е в равновесие с околната среда при температура T и броят частици в системата и нейният обем са постоянни. Нека обозначим с s (s= 1,2,3,...) собствените квантови състояния на системата, а с Еs енергията на системата, когато се намира в собствено състояние s. (Енергиите Еs са собствените стойности на квантовия Хамилтонов оператор на системата съответстващи на собствените квантови състояния s). Чрез ентропичен аргумент може да се покаже, че вероятността системата да е в дадено микросъстояние s:
{\displaystyle p_{s}={\frac {e^{-E_{s}/k_{B}T}}{Z}}}
където Т е температурата, kB е константата на Болцман, a нормиращата постоянна
{\displaystyle Z(N,V,T)=\sum _{s}e^{-E_{s}/k_{B}T}=\operatorname {tr} \exp {(-\beta {\hat {H}})}}
е каноничната статистическа сума. В последното уравнение H е квантовият оператор на Хамилтон, а tr(exp(-βH)) обозначава следата на оператора exp(-βH).
Горното определение за статистическата сума е валидно за квантова система с дискретни квантови състояния. Съответното определение в класическата статистическа механика за система съставена от N идентични частици е:
{\displaystyle Z(N,V,T)={\frac {1}{N!h^{3N}}}\int \,\exp[-\beta H(p_{1}\cdots p_{N},x_{1}\cdots x_{N})]\;\mathrm {d} ^{3}p_{1}\cdots \mathrm {d} ^{3}p_{N}\,\mathrm {d} ^{3}x_{1}\cdots \mathrm {d} ^{3}x_{N}}
където {\displaystyle p_{i}} и {\displaystyle x_{i}} са триизмерни вектори съответстващи на импулса и позицията на частица i, h е константата на Планк, H e класическият оператор на Хамилтон, а интегралът покрива цялото фазово пространство на системата. Гибсовият фактор N! е нужен, поради неразличимостта на частиците. Изключването му от израза би довело до парадокса на Гибс.

### Връзка с термодинамиката
По принцип познаването на статистическата сума позволява да бъдат изчислени всички термодинамични функции на системата. Ентропията може да бъде изчислена от вероятностите ps:
{\displaystyle S=-k_{B}\sum _{s}p_{s}\ln {p_{s}}=k_{B}(\ln Z(N,V,T)+\beta U)}
където β=1/kBT e обратната температура, a U е вътрешната енергия на системата:
{\displaystyle U=\sum _{s}p_{s}E_{s}}
От по-горното уравнение непосредствено следва, че свободната енергия и статистическата сума са свързани по следния начин:
{\displaystyle F=U-TS=-{\frac {1}{\beta }}\ln {Z(N,V,T)}}
Това е фундаментална формула за термодинамичните приложения на разпределението на Гибс.

## Статистическа сума в големия каноничен ансамбъл

### Определение
В големия каноничен ансамбъл системата може да обменя частици както и топлина с околната среда при фиксирани температура T и химичен потенциал μ. Вероятността системата да е в дадено микросъстояние е:
{\displaystyle p_{s}={\frac {1}{Z_{g}(\mu ,V,T)}}e^{-\beta (E_{s}-\mu N_{s})}}.
Голямата статистическата сума е
{\displaystyle Z_{g}(\mu ,V,T)=\sum _{s}e^{-\beta (E_{s}-\mu N_{s})}.}

### Връзка с термодинамиката
Ентропията е:
{\displaystyle S=-k_{B}\sum _{s}p_{s}\ln {p_{s}}=k_{B}(\ln Z_{g}+\beta U-\beta \mu N)}
От това непосредствено следва, че връзката между големия потенциал и голямата статистическа сума е:
{\displaystyle \Omega (\mu ,V,T)=U-TS-\mu N=-{\frac {1}{\beta }}\ln Z_{g}(\mu ,V,T)}